# Bromtrifluorid
Bromtrifluorid ist eine farblose bis gelbliche Flüssigkeit die chemisch eine Verbindung zwischen den Halogenen Brom und Fluor darstellt. Sie wurde 1906 durch Paul Lebeau entdeckt. Sie ist eine Interhalogenverbindung.

## Gewinnung und Darstellung
Bromtrifluorid kann durch Reaktion von Brom mit Fluor erhalten werden.
{\displaystyle \mathrm {Br_{2}+3\ F_{2}\longrightarrow 2\ BrF_{3}} }
Auch die Darstellung durch Disproportionierung von Bromfluorid ist möglich.
{\displaystyle \mathrm {3\ BrF\longrightarrow BrF_{3}+Br_{2}} }
Sehr reines Bromtrifluorid kann durch Direktfluorierung von Brom in Trichlorfluormethan mit elementarem Fluor bei −40 °C gewonnen werden.

## Eigenschaften
Bromtrifluorid ist eine farblose, an der Luft rauchende Flüssigkeit. Es ist sehr reaktionsfähig und greift die Haut stark an. Selbst Quarz und andere Silicate werden bereits bei 30 °C merklich angegriffen. In fester Form liegt es als lange Prismen vor. Die kritische Temperatur liegt bei 327 °C.
Ähnlich wie Chlortrifluorid und Iodtrifluorid ist Bromtrifluorid ein T-förmiges Molekül. Der Abstand zwischen Brom und dem axialen Fluor beträgt jeweils 181 pm, während der Abstand zu dem mittleren Fluor 172 pm beträgt. Der Winkel zwischen dem mittleren und dem axialen Fluor beträgt 86,2°.

## Verwendung
Bromtrifluorid ist ein gutes Lösungsmittel für Reaktionen, die unter stark oxidierenden Bedingungen ablaufen. Es ist weiterhin ein starkes Fluorierungsmittel und kann zur Synthese entsprechender organischer und anorganischer Verbindungen eingesetzt werden.